# 崔凝
崔 凝（チェ・ウン、朝鮮語: 최응、898年 - 932年旧暦11月11日）は高麗の文臣。

## 人物
黄海道黄州出身。五経に通じ、文に卓越した。後高句麗の弓裔の下で掌奏、翰林郎、知元奉省事などに任じられ文翰を司った。王建が高麗を建国すると、第一の参謀として屡々建議し、広評郎中になり、のちに内奉卿となった。35歳で病死したが、生前の功労から太祖の廟庭に祀られた。諡号は熙愷。